# Sexto Cacio Clementino Prisciliano
Sexto Cacio Clementino Prisciliano (Sextus Catius Clementinus Priscilianus; fl. siglo III) fue un Senador romano, que vivió a finales del siglo II y mediados del siglo III, y desarrolló su cursus honorum bajo Caracalla, Macrino, Heliogábalo, y Alejandro Severo. Fue nombrado cónsul romano en el año 230 junto a Lucio Virio Agrícola.

## Biografía
Cacio Clementino fue un miembro de la gens Cacia del siglo III y se ha especulado que podría haber sido el hijo o el nieto de Publio Cacio Sabino, cónsul en el año 216, o de un [Cacio? Lépi]do J[—], un cónsul en algún momento de principios del siglo III.
Se desconocen los datos del principio de la carrera de Cacio Clementino, pero en el año 230, fue nombrado cónsul junto con Lucio Virio Agrícola. El año siguiente (231), fue nombrado Legatus Augusti pro praetore, o gobernador imperial, de Germania Superior, y entre los años 235 y 238 fue gobernador de la provincia de Capadocia.
Cacio Clementino pudo haber sido el hermano de Lucio Cacio Céler, cónsul sufecto c. 234, y de Cayo Cacio Clemente, cónsul sufecto c. 235.